# Zacięcie

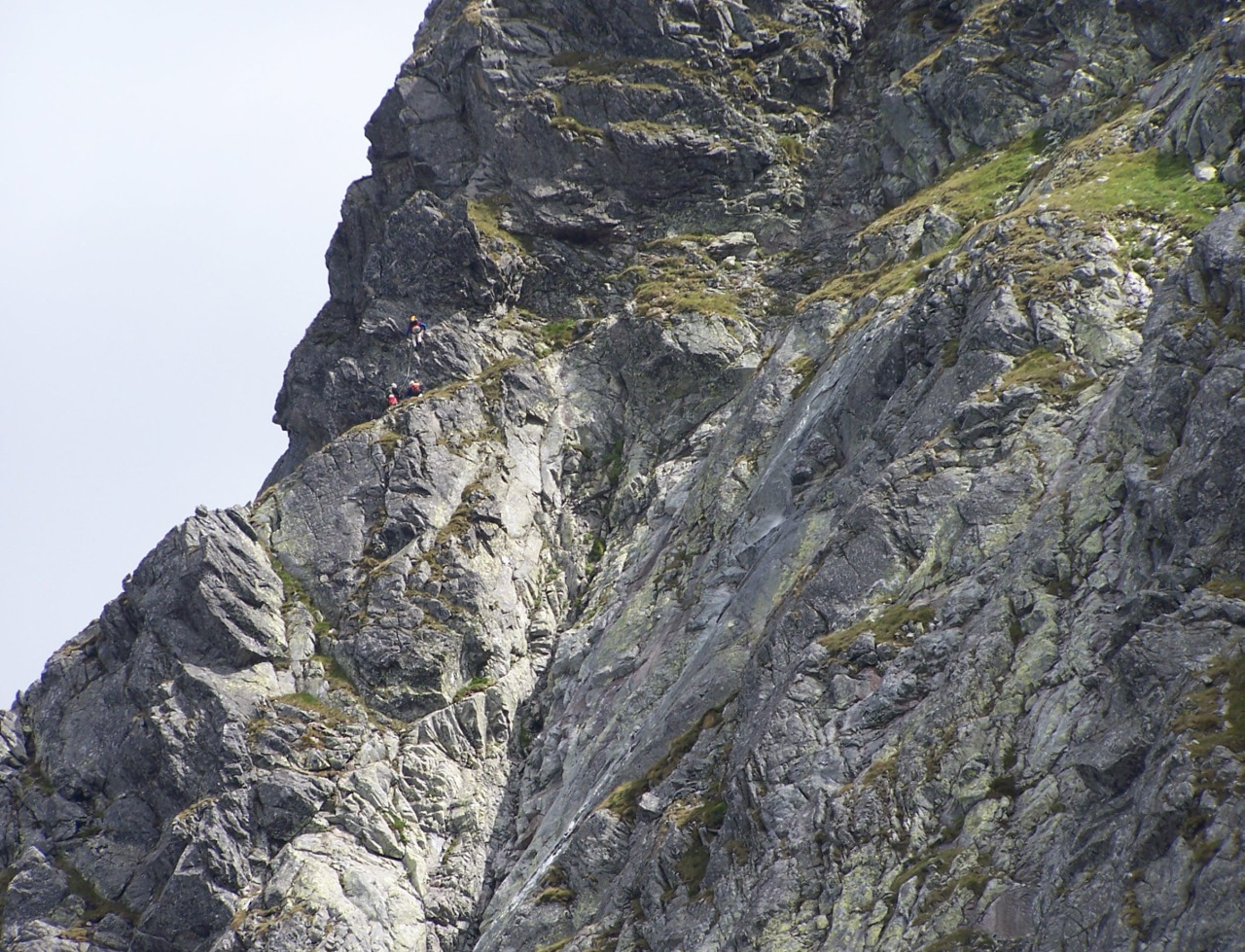
Skośne zacięcie w północnej ścianie Świnicy

Zacięcie – rodzaj wklęsłej formacji skalnej. Powstaje w miejscu, gdzie pod kątem ostrym lub rozwartym stykają się z sobą dwie ściany lub płyty skalne, a linia ich zetknięcia biegnie pionowo lub ukośnie. Pod względem kształtu zacięcie przypomina częściowo otwartą książkę.